# Monument al Músic
El Monument al Músic és una obra d'Amer (Selva) inclosa a l'Inventari del Patrimoni Arquitectònic de Catalunya.

## Descripció
Es tracta d'un monument, dedicat als músics d'Amer, de concepció clarament piramidal.
A simple vista es percep clarament que el monument està estructurat en tres elements compositius.
En primer lloc tenim la plataforma o basament de planta hexagonal, composta per un fals encoixinat imitant els carreus de pedra regulars.
En segon lloc sobre la plataforma tenim el cos piramidal que ascendeix i que té com a matèria primera la pedra, concretament la pedra nomolítica o pedra calcària de Girona, la qual la trobem en format de grans blocs compactes de pedra però això si irregulars i sense desbastar i picar i lligats amb ciment. En l'arrancada del cos piramidal pròpiament, cal esmentar dos elements interessants. Per una banda tenim el surtidor de la font inserit en una pedra, a la qual se li ha donat forma de testa segurament animal. El rostre, però, per causes que es desconeixen, però que segurament que es deuria ja sigui a l'erosió continua a que està sotmesa la pedra o al fet que aquesta no ha estat estrictament definida, es fa molt difícil esbrinar la naturalesa del rostre. Mentre que per l'altra, al costat del rostre, trobem una placa metàl·lica en la qual es pot llegir la següent inscripció: "MONUMENT AL MÚSIC / HOMENATGE ALS MÚSICS D'AMER / 8-11-1975 / JOSEP BOSCH I PUY (Piculives) / 1937 -1998".
En tercer lloc, trobem el rematament de la piràmide amb un músic sentat tocant el flaviol i als seus peus uns inscripció circular que diu així: "AMER A TOTS ELS SEUS MÚSICS".
Cal dir que la resolució estilística i formal del personatge és bastant tosca i poc destre. Es tracta d'una figura arcaica i rígida, basada en la frontalitat i que està mancada de qualsevol tipus de gràcia compositiva, fins al punt que es podria dir que té gairebé una presència monstruosa com així ho acredita des dels membres i extremitats desproporcionats, passant pel rostre desfigurat i fins a arribar a la volumetria deformada del tors i les espatlles.